# Дивић
Дивић (Дивич, рум. Divici) је насеље у општини Пожежена, која припада округу Караш-Северин у Румунији. Насеље је значајно по присутној српској националној мањини у Румунији.

## Положај насеља
Село Дивић се налази уз Дунав, у румунском делу Ђердапа (код месних Срба познат као Банатска клисура). Изнад насеља издижу се Банатске планине.

## Прошлост
По "Румунској енциклопедији" место је насељено 1718. године, на локацији некадашњег мађарског насеља. Тај локалитет има остатак старог гробља, који носи српски назив "Мађарско гробље". Масовно га насељавају Срби и други бегунци преко Дунава током ратне 1788. године. Срби су временом постали већинско становништво, до нашег времена.
Нестор Костић сељак из Дивића је 1765—1766. године наводно конструисао прву летелицу. Радио је на конструкцији годину дана. На шупље дрво - као труп поставио је нешто попут крила. Затим се на брежуљка високог 30 метара отиснуо и ношен ветром прелетео око 70 метара, док није пао. Конструкција се сачувала у породици до средине 20. века, сазнали су новинари истанбулског листа "Република" у лето 1937. године.
По аустријском царском ревизору Ерлеру 1776. године Дивић је војна комуна у Ракаждијском округу, Новопаланачког дистрикта. Становништво је измешано српско и влашко.

## Становништво
По последњем попису из 2002. године село Дивић имало је 342 становника. Последњих деценија број становништва опада.
Село је од давнина било било претежно српско, што је сачувано до данас. Национални састав на појединим пописима био је следећи:
| Година пописа | 1910. год.  | 1992. год.  | 2002. год.  |
| Укупно ст.    | 706         | 382         | 342         |
| Срби          | 637 (90,2%) | 344 (90,1%) | 296 (86,5%) |
| Румуни        | 68 (9,6%)   | 31 (8,1%)   | 39 (11,4%)  |
| остали        | 1 (0,1%)    | 7 (1,8%)    | 7 (2,0%)    |